# ناشزة ذقنية
ينقسم الارتقاء الذقني للسطح الخارجي للفك السفلي في الأسقل ويحيط ببارزة مثلثة الشكل وبالنتوء الذقني الذي تكون قاعدته منخفضة في المركز لكنها تكون مرتفعة من أحد طرفيها لتشكّل "حديبة ذفني. إن حجم وشكل العظام المكونة لهذا التركيب مسؤولة عن حجم وشكل ذقن الإنسان. اشتقت كلمة "mental" في هذا السياق من الكلمة اللاتينية "mentum" والتي تعني الذقن وليس من كلمة "mens" والتي تعني "دماغ".

## وصلات خارجية
- "Anatomy diagram: 34256.000-2". Roche Lexicon - illustrated navigator. Elsevier. مؤرشف من الأصل في 2014-01-01.

1. ↑  نموذج تأسيسي في التشريح، QID:Q1406710